# Chiffonnière

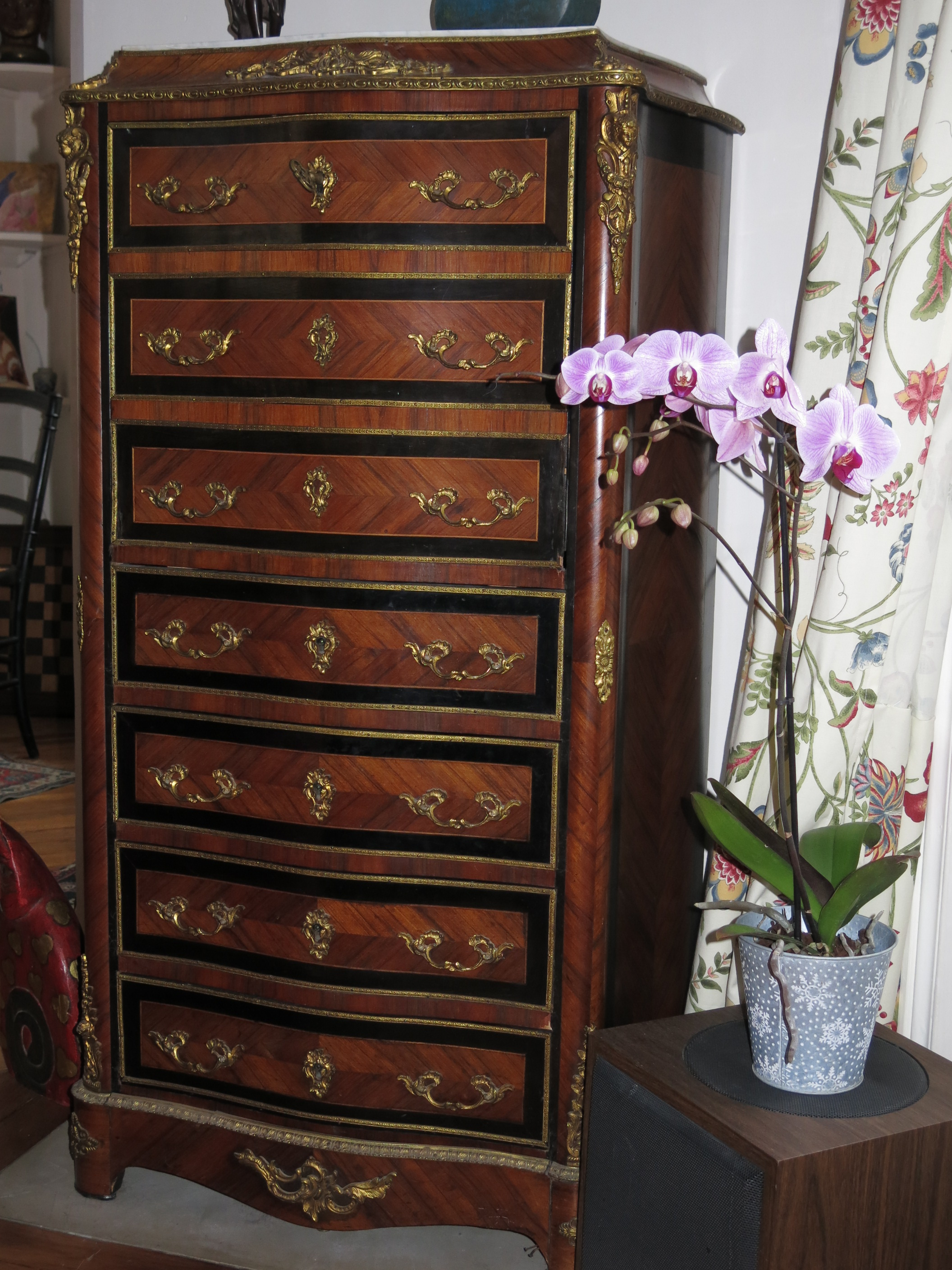
Een semainier

Een chiffonnière of chiffonnier is een hoge ladekast op poten, vaak met vijf a zes laden. Sinds ongeveer 1750 zijn ze in gebruik.
Het woord is ontleend aan de Franse taal, en is tevens het Franse woord voor voddenman. Daarmee wordt gesuggereerd, dat de kast oorspronkelijk bedoeld was als opbergruimte voor spullen die nergens anders thuishoorden. De Franse kasten zijn elegant van uitvoering. De Nederlandse kasten zijn soberder, en werden vaak gebruikt om linnengoed in op te bergen.
Indien de kast zeven laden heeft, voor elke dag een andere, dan wordt het ook wel een semainier genoemd.